# Jules Lescuyer d'Attainville
Pour les articles homonymes, voir Lescuyer.
Jules Lescuyer d'Attainville (Beauvais, 26 juin 1809 - Nice, 22 novembre 1882) était un homme politique français du XIXe siècle, député du Var puis des Alpes-Maritimes sous le Second Empire.

## Biographie
En 1852, il épouse Marie Masséna, petite-fille d'André Masséna. 
Propriétaire dans le Var, il devient conseiller général de ce département en septembre 1855 et député en octobre 1855.
Il est réélu en 1857 et devient président du Conseil général du Var la même année. 
En 1860, l'arrondissement de Grasse est rattaché aux Alpes-Maritimes, et il est donc député de ce département jusqu'en 1863.
À cette date, il se présente en effet dans une autre circonscription du Var, où il est élu. Il perd cependant la présidence du Conseil général en 1868 et ne se présente pas aux élections législatives de 1869 contre Emile Ollivier. Il renonce à la vie politique après la chute du Second Empire et meurt à Nice en 1882. Il était officier de la Légion d'honneur (1861).

## Mandats
- Conseiller général du Var (1855-1870)
- Député du Var (1855-1860)
- Député des Alpes-Maritimes (1860-1863)
- Député du Var (1863-1869)